# 特羅布里奇市政廳
特羅布里奇市政廳（英語：Trowbridge Town Hall），位於英格蘭威爾特郡特羅布里奇市場街（Market Street），是特羅布里奇市區議會的辦公室，1889年落成，於1976年11月26日被評為II級登錄建築。